# Cosumnes

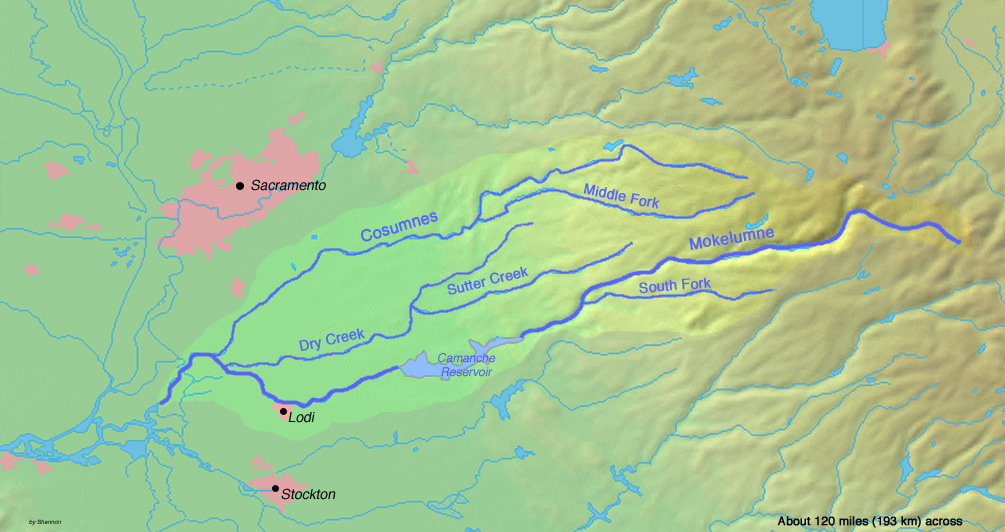
Mapa

Cosumnes – rzeka w USA, w Kalifornii o długości 84 km, powierzchni dorzecza 1506 km² oraz średnim przepływie 14 m³/s.
Źródła rzeki Cosumnes znajdują się w górach Sierra Nevada, a uchodzi ona do rzeki Mokelumne. Cosumnes przepływa przez kalifornijskie hrabstwa El Dorado, Amador, Sacramento County i San Joaquin.
Nad rzeką położone są miejscowości Plymouth, Rancho Murieta, Sloughhouse, Wilton i Elk Grove. Niedaleko Rancho Murieta na rzece Cosumnes znajduje się zapora, tworząca niewielki sztuczny zbiornik, wykorzystywana między innymi w celu nawadniania okolicznych pól golfowych.
Nazwa rzeki pochodzi z języka lokalnych Indian, "cos" oznacza "łosoś", lub po prostu "ryba", "-umne" znaczy "ludzie z". Wskazuje to na obecność w przeszłości dużych ilości ryb, szczególnie łososia, w wodach rzeki. Obecnie łososie płynące na tarło w górę rzeki obserwowane są jednak w Cosumnes coraz rzadziej, prawdopodobnie dzieje się tak z powodu regulacji rzeki i wspomnianej zapory w rejonie Rancho Murieta.